# Alexandr Makovelskij
Alexandr Osipovič Makovelskij (rusky Алекса́ндр О́сипович Макове́льский; 10. červnajul./ 22. června 1884greg. v Grodnu – 16. prosince 1969 v Baku) byl sovětský filosof, historik filosofie, vysokoškolský pedagog, doktor filosofických věd, profesor. Od roku 1920 do roku 1960 vyučoval na Státní univerzitě v Baku. V roce 1946 se stal členem-korespondentem AV SSSR a v roce 1949 řádným členem Národní akademie věd Ázerbájdžánu.

## Publikace
- Texty na Wikizdrojích (rusky)
- Введение в философию. Казань, ч.1-2, 1912—1916.
- Мораль Эпиктета. Казань, 1912.
- Понятие о душе в Древней Греции. Варшава, 1913.
- Психология вюрцбургской школы. Варшава, 1913.
- Досократики. Казань, ч. 1—3, 1914—1919.
- Досократовская философия: Обзор источников. Казань, ч.1, 1918.
- Софисты. Баку, вып. 1—2, 1940—1941.
- Древнегреческие атомисты. Баку, 1946.
- Авеста. Баку, 1960.
- Категория причинности и законы природы и общества. М., 1961.
- История логики Archivováno 22. 5. 2017 na Wayback Machine.. М., 1967. — 504 с.
  - Переиздание: М., 2004. — 478, [1] с. — ISBN 5-86090-081-3. — РГБ 1 04-2/321; 1 04-2/320.

Překlady do češtiny
- MAKOVELSKIJ, A. Zlomky starořeckých atomistů. Příprava vydání : v uspořádání A.O. Makovel’ského; překlad : K. Svoboda. 1., aut. vyd. Praha: Státní nakladatelství politické literatury, 1953. 321 s.
- MAKOVELSKIJ, Alexandr; MAMEDOV, Šejdabek. Filosofické myšlení v Indii. In: JOVČUK, M. T.; OJZERMAN, T. I.; ŠČIPANOV, I. J. Dějiny filosofie. 2., přepracované vyd. Praha: Svoboda, 1976. S. 91–93.